# Melanesomyia kraussi
Melanesomyia kraussi là một loài ruồi trong họ Tachinidae.